# Kushari

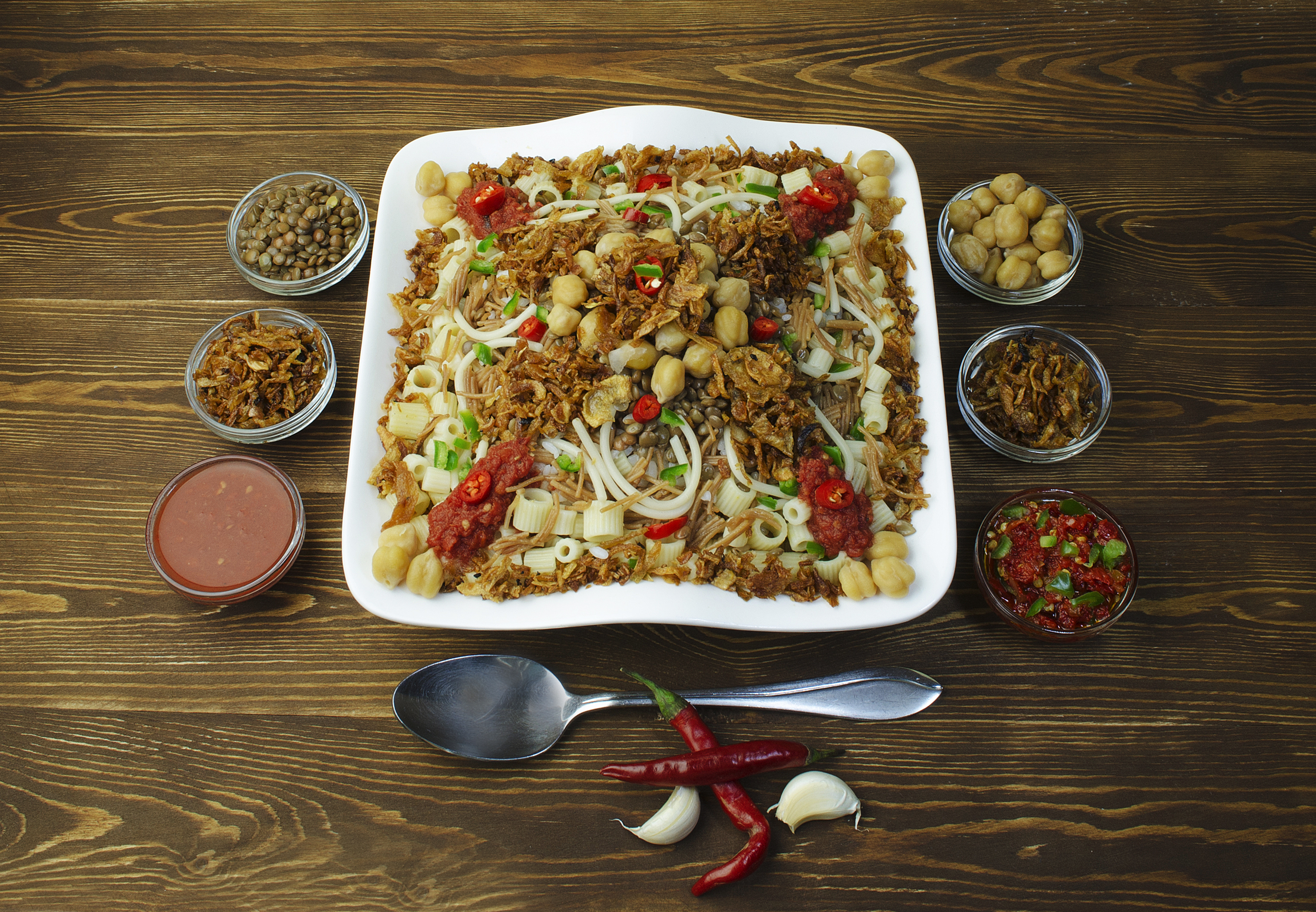
Kushari

Kushari, ook wel koshary of koshari, is het nationale gerecht van Egypte en een populair straatvoedsel. Het is een traditioneel Egyptisch basisvoedsel, dat bestaat uit pasta, Egyptisch gefrituurde rijst, vermicelli en bruine linzen, getopt met een pittige tomatensaus, knoflookazijn en gegarneerd met kikkererwten en knapperig gefrituurde uien. Vaak wordt het geserveerd met knoflooksaus; knoflookazijn en hete saus zijn optioneel.

## Geschiedenis
In de Egyptische Boeken van Genesis betekende de Oude Egyptische term "koshir" "voedsel van de rituelen van de Goden". De koshir was een ontbijtgerecht dat bestond uit linzen, tarwe, kikkererwten, knoflook en uien die samen in kleipotten werden gekookt. Het woord is niet gerelateerd aan kosher (in overeenstemming met de Joodse voedingswetten). Het werd beschreven door een priester uit Heliopolis als voedsel om te eten na het vasten op de 11e dag van Pachons, een maand in de oude Egyptische kalender. Kushari staat bekend als "het voedsel van de armen"; het bestaat uit gefrituurde uien, linzen, rijst, macaroni en een rode saus.
In 1853 documenteerde ontdekkingsreiziger Richard Francis Burton in zijn boek Reis naar Egypte en de Hidjaz kushari als het ontbijtmaaltijd van de mensen van Suez. Het bestond uit Egyptische linzen, rijst, boter, uien en ingelegde citroenen.
Kushari werd in de beginjaren op voedselkarren verkocht en werd later aan restaurants geïntroduceerd.
Dit gerecht is erg populair onder werknemers en arbeiders en het gerecht leent zich goed voor grote cateringevenementen zoals conferenties. Het kan thuis worden bereid en wordt ook geserveerd in stalletjes en restaurants in heel Egypte.

## Varianten
De Alexandrijnse kushari verschilt aanzienlijk van andere kushari-recepten. Het kookproces omvat gele linzen en rijst; er wordt ook curry en komijn in de rijst gebruikt.
Kushari heeft de afgelopen jaren ook populariteit gewonnen buiten Egypte, vooral in Oost-Arabië en Jemen.
Het gerecht wordt geserveerd in Japanse karren en heeft enkele toevoegingen bovenop het originele recept.
Instant kushari lijkt qua bereiding op instant noedels.